# Store Styggedalstind
Lo Store Styggedalstind, o Styggedalstindene, è la quarta montagna della Norvegia per altezza, appartenente al massiccio dello Hurrungane, nei Monti Scandinavi. È alto 2.387 m s.l.m. e si trova nel comune di Luster, nella contea di Vestland.

## Toponimo
Il nome della montagna è la composizione del genitivo del nome della valle Styggedalen, con il termine tind, che significa vetta della montagna. Il nome della valle Styggedalen deriva, a sua volta, dai termini in lingua norrena stygg, che vuol dire brutto o cattivo, e dal, che significa valle.

## Localizzazione
La montagna fa parte del massiccio dello Hurrungane, che si trova nella catena dello Jotunheimen. La vetta è situata a circa 2 km ad est dal monte Store Skagastølstind e 1 km a ovest dal Jervvasstind.

## Descrizione
Lo Store Styggedalstind culmina in due vette:
- la cima orientale alta 2.387 m (prominenza 155 m)
- la cime occidentale alta 2.370, a circa 300 m da quella orientale (prominenza 25 m)

È praticamente circondato da ghiacciai: il Maradalsbreen a sud, il Gjvertvassbreen a nord-est, lo Styggedalsbreen a nord-ovest.

## Ascensioni
L'ascensione alle due vette è relativamente difficile. Sono state percorse tre vie, elencate in ordine di difficoltà:
- arrampicata partendo dal rifugio Skogadalsbøen, passando per il Jervvasstind;
- attraversamento del ghiacciaio Jervvassbreen, poi arrampicata fino alla vetta;
- arrampicata partendo dallo Store Skagastølstind (la terza montagna per altezza della Norvegia, 2.405 m) per poi raggiungere le due cime, percorso denominato traversata Styggedal; è un percorso della durata di più giorni passando per lo Store Skagastølstind (2.405 m, terza vetta della Norvegia), il Vetle Skagastølstind (2.340 m, 18ª vetta), il Sentraltind (2.348 m, 13ª vetta), la cima orientale e poi quella occidentale dello Styggedalstind, per poi discendere dopo aver superato il Jervvasstind (2.351 m, 12ª vetta). La traversata tocca 6 delle venti cime più alte della Norvegia[2].